# Почётные граждане Кропивницкого
Почётный гражданин Кропивницкого — почётное звание, присваиваемое за выдающиеся личные заслуги перед территориальной общиной города Кропивницкого в различных отраслях. Присваивается решением Кропивницкого городского совета. Может присваиваться посмертно.
Звание удостоверяется следующими атрибутами:
- Нагрудным знаком
- Грамотой
- Удостоверением

Первое награждение было проведено в 1864 году, когда Городская дума Елисаветграда (название города в дореволюционный период) приняла решение присвоить звание «Почётный гражданин Елисаветграда» Дмитрию Ерофеевичу Остен-Сакену, который внёс большой вклад в развитие города, фактически управляя им, в период когда Елисаветград был военным поселением. В советское время звание Почетного жителя города принято решением городского совета народных депутатов от 20 сентября 1967 года, однако, после нескольких награждений, не присваивалось никому в течение почти 25 лет. В современном виде почётный знак существует с 1998 года.

## Список награждённых
| Имя                  | Годы жизни | Дата присвоения  | Деятельность |
| -------------------- | ---------- | ---------------- | --- |
| Дмитрий Остен-Сакен  | 1792—1881  | 7 апреля 1864    | Военачальник, генерал от кавалерии, генерал-адъютант, член Государственного совета, заведующий военными поселениями на юге Российской империи в 1835—1850. |
| Александр Эрдели     | 1825—1898  | 20 июня 1890     | Губернатор Херсонской губернии, действительный тайный советник |
| Трифон Гуляницкий    | 1875—1959  | 30 октября 1967  | Организатор партизанских отрядов в Елисаветграде во время Первой мировой и Гражданской войн. После — заведующий земельного отдела, рабоче-крестьянской инспекции, руководитель треста, председатель исполкома городского совета рабочих и крестьянских депутатов (1928—1929) |
| Григорий Кочерещенко | 1880—1969  | 30 октября 1967  | Партийный деятель |
| Иван Конев           | 1897—1973  | 4 января 1969    | Советский полководец, Маршал Советского Союза, дважды Герой Советского Союза. Командующий 2-м Украинским фронтом во время Кировоградской наступательной операции |
| Алексей Жадов        | 1901—1977  | 4 января 1969    | Советский полководец, генерал армии, Герой Советского Союза. Командующий 5-й гвардейской армией во время Кировоградской наступательной операции |
| Иван Самчук          | 1912—1988  | 23 марта 1973    | Начальник штаба 32-го гвардейского стрелкового корпуса 5-й гвардейской армии во время Кировоградской наступательной операции |
| Павел Ротмистров     | 1901—1982  | 23 октября 1973  | Советский военный деятель, Главный маршал бронетанковых войск, Герой Советского Союза. Командующий 5-й гвардейской танковой армией во время Кировоградской наступательной операции                                                                                           |
| Александр Родимцев   | 1905—1977  | 28 октября 1973  | Советский военачальник, генерал-полковник, дважды Герой Советского Союза. Командир 13-й гвардейской стрелковой дивизии во время Кировоградской наступательной операции |
| Анатолий Кривохижа   | род. 1925  | 6 марта 1998     | Создатель и многолетний руководитель заслуженного самодеятельного ансамбля народного танца Украины «Ятрань». Народный артист Украины. |
| Василий Сухомлинский | 1918—1970  | 6 марта 1998     | Выдающийся советский педагог-новатор, писатель |
| Михаил Степанов      |            | 30 декабря 1998  | Сапёр, командир сапёрной группы 27-й отдельной инженерной бригады специального назначения. Один из руководителей операции по разведке и разминированию города во время Великой Отечественной войны                                                                           |
| Михаил Калихов       | 1923—2009  | 24 ноября 1999   | Танкист, участник операции по освобождению города во время Великой Отечественной войны. После войны — сотрудник комитета содействия военкомату |
| Василий Дацкий       | 1923—2002  | 24 июля 2003     | Педагог, краевед. Руководитель городской организации ветеранов войны, труда, правоохранительных органов |
| Виктор Мягкий        | род. 1949  | 24 июля 2003     | Заслуженный врач Украины. Заведующий урологическим отделением городской больницы скорой медицинской помощи, внештатный специалист Кировоградского горздравотдела |
| Александр Симоненко  | род. 1974  | 24 июля 2003     | Заслуженный мастер спорта Украины. Серебряный призёр Олимпийских игр в Сиднее (2000) |
| Николай Ануфриев     | род. 1950  | 22 июля 2004     | Генерал-полковник МВД Украины, начальник Главного управления кадров Министерства Внутренних дел Украины, позже — заместитель министра — начальник Главного управления по работе с личным составом. В 1976—1995 работал в Кировограде и области.                              |
| Виктор Желтобрюх     | 1932—2020  | 22 июля 2004     | Кандидат технических наук, директор ряда предприятий города |
| Евгения Чабаненко    | 1928—2003  | 22 июля 2004     | Педагог, заместитель председателя Кировоградского облисполкома (1970—1986) |
| Юрий Любович         | род. 1941  | 6 сентября 2005  | Заслуженный деятель искусств Украины. Заместитель, позже — директор Кировоградского музыкального училища. Создатель и руководитель ряда хоров в городе. |
| Николай Ерещенко     | 1924—2009  | 6 сентября 2005  | Участник Великой Отечественной войны, Герой Советского Союза |
| Дмитрий Семёнов      | 1913—2006  | 6 мая 2006       | Участник Великой Отечественной войны, Герой Советского Союза |
| Михаил Кандидов      | 1920—2008  | 5 сентября 2006  | Участник Великой Отечественной войны, художник-монументалист, занимал должность заместителя председателя Кировоградского городского общества инвалидов Великой Отечественной войны и других войн.                                                                            |
| Владимир Ярыныч      | 1941—2019  | 15 сентября 2007 | Заслуженный врач Украины. Занимал должность главного врача Кировоградского областного онкологического диспансера. |
| Ким Черевко          | 1936—2008  | 15 сентября 2007 | Председатель исполкома Кировоградского городского Совета народных депутатов (1977—1986). Также занимал ряд других должностей в городе. |
| Николай Москаленко   | род. 1948  | 5 августа 2008   | Председатель исполкома Кировоградского городского Совета народных депутатов (1986—1988). Также занимал ряд других должностей в городе. |
| Александр Саинсус    | род. 1948  | 5 августа 2008   | Заслуженный работник промышленности Украины. Длительное время работал и был в менеджменте ОАО «Красная Звезда». Городской голова Кировограда (2010—2014) |
| Пётр Сидора          | род. 1950  | 5 августа 2008   | Настоятель Спасо-Преображенского собора в Кировограде |
| Евгений Бахмач       | род. 1951  | 3 сентября 2009  | Председатель правления ЗАО «Радий» |
| Владимир Курбатов    | род. 1938  | 3 сентября 2009  | Директор швейной фабрики «Зорянка» |
| Михаил Черновол      | род. 1950  | 3 сентября 2009  | Ректор Кировоградского национального технического университета |
| Сергей Неделько      | род. 1957  | 14 сентября 2010 | Начальник Кировоградской лётной академии |
| Анатолий Коротков    | род. 1944  | 14 сентября 2011 | Народный артист Украины. Профессор, заведующий кафедрой хореографических дисциплин Кировоградского государственного педагогического университета имени Владимира Винниченко. Художественный руководитель народного хореографического ансамбля «Пролісок»                     |
| Игорь Тамм           | 1895—1971  | 12 сентября 2012 | Физик-теоретик, лауреат Нобелевской премии по физике (1958) |
| Андрей Райкович      | род. 1956  | 19 сентября 2013 | Генеральный директор ОДО «Мясокомбинат „Ятрань“» |
| Виталий Кривенко     | 1937—2020  | 9 сентября 2014  | Главный архитектор Кировограда в 1976—1987 годах, начальник управления градостроительства, архитектуры, землеустройства и землепользования Кировоградского горисполкома в 1991—1996 годах, заслуженный архитектор Украины.                                                   |
| Леонид Фильштейн     | 1926—2018  | 16 сентября 2016 | Доктор экономических наук, профессор Кировоградского национального технического университета |
| Ольга Свидерская     | род. 1989  | 4 сентября 2017  | Заслуженный мастер спорта Украины, 5-кратный призёр Паралимпийских игр |
| Семён Сорока         | 1928—2017  | 6 сентября 2018  | Правозащитник, общественно-политический деятель. В годы Второй Мировой войны — связной УПА |
| Владимир Панченко    | 1954—2019  | 27 августа 2019  | Литературный критик и литературовед, писатель, доктор филологических наук, профессор |
| Николай Сухомлин     | род. 1940  | 8 сентября 2020  | Государственный деятель, глава Кировоградской областной государственной администрации |
| Павел Штутман        | род. 1962  | 7 сентября 2021  | Предприниматель, председатель наблюдательных советов АО «Эльворти груп» и «Гидросила груп» |